# Cut Across Shorty
Singles de Eddie Cochran
Hallelujah I Love Her So
(1959) Lonely
(1960)
Cut Across Shorty est une chanson écrite par Marijohn Wilkin (en) et Wayne P. Walker et rendue populaire par l'interprétation de Eddie Cochran en 1960. C'était la face B de son single de 1960 Three Steps to Heaven, qui a atteint le numéro 1 au Royaume-Uni.

## Musiciens
- Eddie Cochran: voix et guitare rythmique
- Sonny Curtis: guitare
- Conrad 'Guybo' Smith: basse
- Jerry Allison : batterie

## Autres reprises
Rod Stewart en 1970 sur l'album Gasoline Alley.